# Terremoto de San Salvador de 1917
Los Terremotos de San Salvador de 1917 ocurrieron el día 7 de junio, y fueron originados por la erupción del volcán de San Salvador. El epicentro tuvo una profundidad superficial, y fue producido por fallas locales. Es el primer evento telúrico que ha causado más de mil muertes en El Salvador, y el segundo en muertes después del Terremoto del año 1986. Según el Índice de Explosividad Volcánica las erupciones del volcán de San Salvador son escala 5, mientras que la erupción de 1917 fue (IEV-3).

## Relación de hechos
De acuerdo a una conclusión del investigador David J. Guzmán, hacia el año 1883 el volcán de San Salvador se encontraba "totalmente extinguido". Sin embargo, a finales de mayo y principios de junio de 1917, una serie de temblores fueron percibidos en la ciudad capital de San Salvador con epicentros de varios orígenes, los cuales fueron el preludio de un terremoto ocurrido a eso de las 18 horas y 55 minutos con 30 segundos del día 8 de junio cuando se da el primer terremoto de 6.7 magnitud (6,5 MS), que mato a 1,050 personas. Este sismo fue muy fuerte y largo y ocurrió cuando era celebrado el Corpus Christi. El sismo también causó daños en las poblaciones de Armenia, San Julián, Sacacoyo, Tepecoyo, Ateos, San Salvador Quezaltepeque, Nejapa y otros lugares asentados a lo largo de la Cadena Costera y volcánica de El Salvador. Luego del terremoto se registró un incendio de gran proporción en la ciudad matando a 100 personas, mientras en Quezaltepeque murieron 40 personas por el sismo.
Los sismos continuaron, pero a las 19 h y 30 minutos se produjo otro de gran intensidad (6,4 MS) de 6.4 magnitud que derribó casas y edificios ya destruidos por el primer terremoto en la capital . A las 20 horas y 11 minutos, en la Loma del Pinar, en el "borde boreal del Boquerón", se abrieron grietas por las cuales se expelió humo y emanó magma incandescente que originó, de acuerdo a informe de Jorge Lardé y Arthés, un "manto de 2 km de largo, de 250 a 250 m de ancho y de 2 a 3 m de espesor, algo así como 800.000 m cúbicos de lava y escorias".
Para las 20 horas y 45 minutos acaeció otro sismo, el cual coincidió con una nueva erupción del volcán de San Salvador a través de los cráteres denominados Los Chintos, "del cual se derramó impetuosa una colada de materiales piroclásticos, hacia el Norte". El manto de lava arrasó viviendas y extensas áreas de montañas, y cortó un trayecto de la línea férrea entre Quezaltepeque y Sitio del Niño. La actividad en este cráter permaneció hasta el 10 de junio.
El investigador Jorge Lardé y Arthés verificó el aumento de la temperatura en la laguneta del cráter de El Boquerón, la cual, para el día 28 de junio, estaba totalmente extinguida. Posteriormente, en ese lugar hubo explosiones que arrojaron columnas de lodo "de hasta 200 m de altura", y erupciones de materias incandescentes que terminaron formando un pequeño cono de 35 m de elevación. La actividad eruptiva del volcán terminó hacia el mes de noviembre. El saldo del siniestro dejó  1.050 personas fallecidas por el terremoto y 1,100 muertos por la erupción, 500 por la lava 200 por los flujos piroclasticos, y 100 por los lahares de lodo caliente; pero el día 10 de junio un río de lava mato a 300 personas más, y también causó una cantidad indeterminada de heridos, y daños materiales que, según el investigador Carlos Cañas Dinarte: "de cerca de las 9.000 casas componentes de la ciudad capital, solo 200 quedaron intactas".

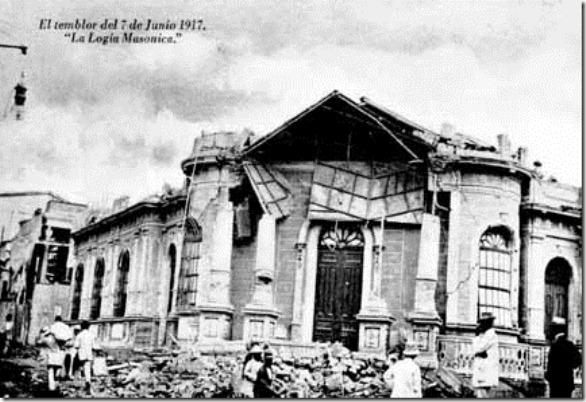
Edificio de la Logia Masónica.

Carlos Meléndez, presidente de El Salvador en esos años, expresó: 

Mañana resurgirá San Salvador y resurgirán más lozanos los campos que hoy conmovió con ruinas la naturaleza...Nos une en este momento el amor a la Patria en campo de labor reconstructora, y las energías que de sobra tenemos para otras empresas, las emplearemos en esta que no enciende nuestros corazones en ímpetus e guerra, sino en ternuras para la República, para su capital gallarda y legendaria y para nuestros pueblos hermanos que padecen rigores del volcán, que si ayer fue símbolo de nuestro ardimiento, es hoy hoguera en que quemamos nuestras mezquinas pasiones, para que del fuego, como incienso puesto en él, suba a los cielos el humo santo del amor al trabajo, de la solidaridad y del deber.
Publicado en el Diario Oficial del martes 12 de junio de 1917, Tomo 82, número 132, p. 1114.

Por otra parte, los materiales que predominaban en las viviendas de la ciudad (adobe, concreto y bahareque) sucumbieron ante los sismos, y sobrevivieron las de material más ligero, como la lámina, que empezó a predominar en los años siguientes, ya que sería fomentado su uso por el mismo Gobierno, siendo importada desde Francia y Bélgica. De hecho, algunos edificios que quedaron de pie eran de dicho material, como la Basílica del Sagrado Corazón e Iglesia San Esteban, o el Hospital Rosales, compuesto de lámina troquelada.
En un principio, los vecinos de San Salvador adjudicaron la erupción al cono llamado El Jabalí, 
y por ello se popularizaron estos versos: 

Siete de junio
noche fatal,
bailó el tango
la Capital...
- ¿Quién te botó?
-!Yo me caí!
por ir huyendo
del Jabalí!

Testigo del siniestro fue el escritor colombiano Porfirio Barba Jacob, que dejó sus impresiones en el libro El terremoto de San Salvador: narración de un superviviente. El sismo de las 18:55 h lo narra de esta manera: 

Y es entonces cuando empieza la tragedia inenarrable. Se oye, lejano, lejano, un retumbo que se dilata sordamente, semejante a una tempestad que va conmoviendo montañas. La tierra entera se sacude, y su primer ímpetu hace balancear otra vez los focos eléctricos y apaga las luces de la ciudad. El edificio del hospital cruje todo como si ya fuese a desplomarse: La Escuela de Medicina se sacude con traqueteos que aparecen anunciar su caída. Sentimos que revientan las raíces de los árboles. Y pasan por debajo de nuestros pies una onda que nos da frío y hace erizar nuestros cabellos.
A este movimiento sucede otro, y el terror aumenta a cada vaivén de la tierra y de las cosas. La línea de la montaña de Occidente ondula con tal violencia que aquello parece ya la hora apocalíptica.

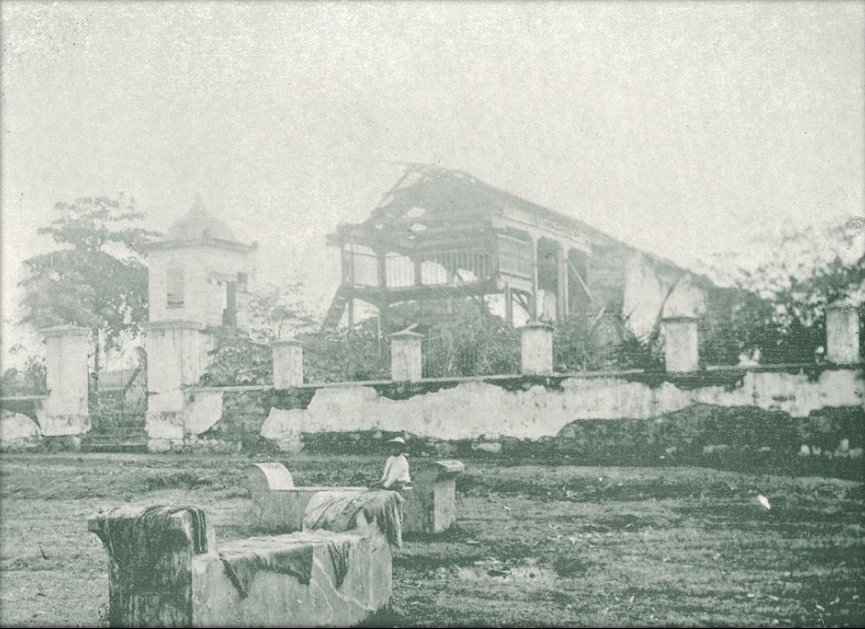
Iglesia de Quezaltepeque destruida en 1917 por el terremoto de San Salvador

También fue testigo del siniestro el alcalde municipal de Quezaltepeque el señor Pablo Llort Anglés el cual narra en uno de sus libros lo siguiente: 

He tratado de escribir mi historia, parece que Dios quiere que sea bonita y de sorpresas. El día 7 de junio de 1917, como a las siete de la noche sentimos un temblor de tierra tan fuerte que se vinieron al suelo la mayor parte de casas; gracias que fue temprano de la noche puedo contarlo; por dicha mis hijos estaban jugando en el parque todos salimos corriendo y no tuvimos desgracias que lamentar. Creíamos que ya había pasado el susto como a los diez minutos, repitió otro y sin dejar de balancearse la tierra siguió otro luego otro acompañado de retumbos subterráneos y cada retumbo venía acompañado de un fuerte temblor que casi nos tiraba al suelo todos creíamos que la tierra se iba a abrir a nuestros pies. Después de una hora de temblores, vino una sacudida más fuerte que derrumbo varias casas más y en ese momento vimos aparecer una lengua de fuego a medio volcán, acompañado de un bramido tan inmenso, que parecía un millón de motores sobre Quezaltepeque con tanta rapidez se vio que el fuego bajaba, que ya nos creíamos devorados por él, en ese momento oigo la voz general: “corran vámonos que el fuego ya está aquí”; ¡Qué horror, morir bajo el fuego …grite: “vámonos María, ¡Corramos que el fuego nos alcanza! cogí a mi hijo mayor de la mano, vi a las criadas que cogían a los demás hijos y todos huimos juntos pero en la confusión el grito y el llanto unos corrían por aquí y otros por allá, me perdí de mi señora, la criada con mi hija pepita tomo otro rumbo, y cuando pase una quebrada, subí a lo alto de una loma para ver si ahí nos reuníamos pero solo me halle con Pablito, que no lo solté de la mano, y con una criada que llevaba a mi otro hijo Baltasar.

…No se puede apreciar cuantos temblores ha habido en total, pero sólo durante la noche del siete eh oído decir que fueron más de ciento cincuenta, el día ocho como veinticinco, el nueve y diez como veinticinco cada día y los siguiente como cuatro o cinco temblores diarios, pues como digo, hoy que esto escribo ha habido dos y en San Salvador dicen que cuatro. Hoy ya no se ve más que un poco de humo saliendo del boquerón, y una gran nube del mismo que se desprende de la inmensa playa de lava, que poco a poco se va apagándose… Fue un espectáculo nunca visto pues la profundidad del boquerón es como de trescientos a cuatrocientos metros y el diámetro de la boca es como de una legua y cuarto, de modo que muchísimas personas subían a la cumbre, a contemplar desde la orilla las grandes explosiones que sucedían cada cinco o diez segundos elevándose piedras de fuego, juntamente con unos borbollones de humo. Las piedras llegaban hasta el nivel donde estaba uno contemplando, ósea elevándose unos trescientos o cuatrocientos metros…También siguió temblando nuevamente todo el año, pero el veinticinco de Diciembre hubo varios temblores muy largos, fueron los que causaron la ruina de la capital de Guatemala.